# Denis Višinský
Denis Višinský, né le 21 mars 2003 à Hořín en Tchéquie, est un footballeur tchèque qui évolue au poste de milieu offensif au Slovan Liberec.

## Biographie

### Carrière en club
Né à Hořín en Tchéquie, Denis Višinský est formé par l'un des clubs les plus importants du pays, le SK Slavia Prague. Grand espoir du club, il fait ses débuts en professionnels à seulement 16 ans, le 4 mars 2021 contre le FC Slavia Karlovy Vary (en). Titulaire ce jour-là, il se fait remarquer en provoquant un penalty pour son équipe sur l'ouverture du score, mais surtout en marquant deux buts et délivrant deux passes décisives. Contribuant à la large victoire de son équipe (10-3),. Il joue son premier match de championnat le 14 mars suivant face au FK Mladá Boleslav. Il entre en jeu à la place d'Abdallah Sima et son équipe s'impose par trois buts à zéro. 
Quelques jours après son 17e anniversaire, Denis Višinský signe son premier contrat professionnel avec le Slavia.
A l'issue de cette saison 2020-2021 le Slavia est sacré champion de République tchèque, il glane donc le premier titre de sa carrière.
Le 31 janvier 2022, lors du mercato hivernal, Denis Višinský s'engage en faveur du FC Slovan Liberec.

### En sélection
Avec l'équipe de Tchéquie des moins de 17 ans, Denis Višinský joue deux matchs en 2019, avec une victoire contre la Bosnie et une défaite contre l'Angleterre.
Denis Višinský joue son premier match avec l'équipe de Tchéquie espoirs le 13 octobre 2023, contre le Pays de Galles. Il entre en jeu à la place d'Adam Karabec et les deux équipes se neutralisent (1-1 score final).

## Palmarès
SK Slavia Prague
- Championnat de Tchéquie (1) :
  - Champion : 2020-21.